# Disney Infinity (serie)
Disney Infinity es una serie de videojuegos de acción y aventura de sandbox que cobran vida, desarrollada por Avalanche Software. El escenario de la serie es un gigantesco universo personalizable de imaginación, conocido como Toy Box, poblado con versiones de juguete de personajes icónicos de Disney, Pixar, Marvel y Star Wars.
Cuando Avalanche Software cerró el 11 de mayo de 2016, Disney anunció que la franquicia se retiraría. (Avalanche Software ha reabierto desde entonces bajo Warner Bros. Interactive Entertainment). Sin embargo, las "Gold Editions" de los tres juegos de la serie se lanzaron para Microsoft Windows (a través de Steam) el 9 de diciembre de 2016, que contienen todas las figuras publicadas existentes y contenido del juego hasta entonces.

## Juegos
El primer juego, Disney Infinity, fue lanzado el 18 de agosto de 2013 para Xbox 360, Nintendo 3DS, Wii, PlayStation 3, Wii U, Microsoft Windows e iOS. El segundo juego, Disney Infinity: Marvel Super Heroes, fue lanzado el 23 de septiembre de 2014 para Wii U, PlayStation 3, Xbox 360, Xbox One, PlayStation 4, PlayStation Vita, iOS y Microsoft Windows. El tercer juego, Disney Infinity 3.0, fue lanzado el 29 de agosto de 2015 para PlayStation 4, PlayStation 3, Xbox 360, Xbox One, Microsoft Windows, Wii U, iOS y Android. La serie se suspendió el 10 de mayo de 2016 debido al cierre de Avalanche Software, a pesar de que algunas fuentes indicaron que había algunos planes importantes para mantener viva la serie, y la presencia de numerosos personajes nuevos y juegos previamente planeados.

## Jugabilidad
Los juegos de Disney Infinity son juegos de acción y aventura con juguetes físicos, creación de mundo abierto y jugabilidad basada en historias. Los personajes, juegos y otras características se incorporan al juego usando figuras y discos con la Base Infinity incluida. Con la excepción de los personajes no humanos, como los de la serie Cars, cada personaje tiene un doble salto (a menos que esté en un vehículo) y un conjunto predeterminado de ataques, así como una habilidad única. Por ejemplo, Sulley y Jack Skellington pueden rugir para asustar a los demás, mientras que Violet y Randall pueden volverse invisibles. Hay dos modos principales en este juego: Play Set y Toy Box. Cada juego es esencialmente un mundo autónomo con su propia jugabilidad, basada en una película o serie específica con personajes e historias reconocibles. Los personajes de un mundo no pueden entrar en otro mundo, pero los jugadores pueden juntar cualquier personaje en el modo Toy Box. Toy Box es un modo sandbox que los jugadores pueden personalizar y explorar por completo.
| Videojuego          | GameRankings    | Metacritic                                             |
| ------------------- | --------------- | ------------------------------------------------------ |
| Disney Infinity     | Sin información | 71/100 (WiiU) 74/100 (X360) 75/100 (PS3)               |
| Disney Infinity 2.0 | Sin información | 73/100 (WiiU) 74/100 (VITA) 73/100 (XONE) 71/100 (PS4) |
| Disney Infinity 3.0 | Sin información | 81/100 (WiiU) 78/100 (XONE) 80/100 (PS4)               |

### Modo de configuración de juego
Hay una serie de juegos disponibles en la serie, a los que se accede colocando la pieza relevante del juego en la Base Infinity y se basan en varias franquicias de propiedad intelectual. Estos juegos incluyen:
Disney Infinity 1.0
- Piratas del Caribe
- Monsters University
- Los Increíbles
- Cars
- El Llanero Solitario
- Toy Story in Space

Disney Infinity 2.0
- The Avengers
- Spider-Man
- Guardianes de la Galaxia

Disney Infinity 3.0
- Star Wars: Twilight of the Republic
- Star Wars: Rise Against the Empire
- Star Wars: El despertar de la Fuerza
- Inside Out
- Buscando a Dory
- Marvel Battlegrounds

Estos juegos tienen su propia campaña única, que se puede jugar con hasta dos jugadores. Sin embargo, todos los personajes de una franquicia específica solo pueden jugar en su respectivo juego (por ejemplo, Mr. Increíble no se puede usar en el juego de Piratas del Caribe), lo que significa que se requieren dos figuras de la misma serie para jugar en un juego en multijugador en pantalla dividida. Sin embargo, Marvel, (excepto Marvel Battlegrounds) y los juegos de Star Wars cuentan con "monedas Crossover / Champion" coleccionables, que permiten el uso de ciertos personajes de diferentes juegos. Jugar a través de un juego desbloquea objetos y vehículos que se pueden usar en el modo Toy Box.

### Modo caja de juguetes
El modo Toy Box permite a los jugadores crear su propio juego en una arena de mundo abierto. Los jugadores pueden mezclar y combinar todo lo que está desbloqueado dentro de cada uno de los juegos, incluidos personajes, armas y artilugios. Al desbloquear contenido nuevo en los juegos de Disney Infinity, los jugadores pueden construir sus propios mundos y, esencialmente, crear su propio juego. Hay varias "aventuras" en este modo, que ayudan a enseñar al jugador cómo usar las herramientas del modo. Los jugadores también pueden ganar "giros" jugando a través de juegos o subiendo de nivel a sus personajes, que se pueden usar para desbloquear elementos adicionales. El modo admite multijugador en línea, en el que los jugadores pueden jugar con elementos que solo el otro jugador tiene, aunque solo durante esa sesión.
Un Toy Box portátil estuvo disponible a finales de 2013, exclusivamente para iPad. También está disponible una versión de Toy Box para Microsoft Windows. Estas versiones de Toy Box utilizan los códigos web incluidos con cada personaje de Disney Infinity.

### Elementos físicos
La Base Infinity tiene dos puntos redondos para colocar figuritas y un punto hexagonal para colocar discos del mundo. Cuando las figuras se colocan en la Base Infinity, los personajes se importan al juego, mientras que los discos del mundo desbloquean Play Sets.
Los Power Discs son discos que se pueden colocar en la Base Infinity junto con sus personajes para agregar nuevos elementos al juego. Los jugadores pueden usar hasta tres mejoras de entorno (discos de poder hexagonales) que solo se pueden usar en el modo Toy Box y hasta dos mejoras de personaje (discos de poder circulares) por personaje. Las mejoras del entorno pueden alterar el terreno, cambiar el "cielo" de fondo, agregar nuevos vehículos o agregar nuevas armas. Las mejoras del personaje alterarán cosas sobre el personaje, como el daño infligido, repondrán la salud, permitirán una ganancia de experiencia más rápida para subir de nivel, etc. Se incluye un Power Disc con el Starter Pack, mientras que los discos adicionales se venden en bolsas ciegas que contienen dos discos cada una.

## Personajes
| Personaje                            | Franquicia                                          | Disney Infinity | Disney Infinity 2.0 | Disney Infinity 3.0 |
| ------------------------------------ | --------------------------------------------------- | --------------- | ------------------- | ------------------- |
| Agente P                             | Phineas y Ferb                                      | Sí              | Sí                  | Sí                  |
| Ahsoka Tano                          | Star Wars: The Clone Wars                           | No              | No                  | Sí                  |
| Aladdín                              | Aladdín                                             | No              | Sí                  | Sí                  |
| Alicia Kingsleigh                    | Alicia a través del espejo                          | No              | No                  | Sí                  |
| Anakin Skywalker                     | Star Wars: The Clone Wars                           | No              | No                  | Sí                  |
| Ira                                  | Inside Out                                          | No              | No                  | Sí                  |
| Anna                                 | Frozen                                              | Sí              | Sí                  | Sí                  |
| Ant-Man                              | Capitán América: Civil War                          | No              | No                  | Sí                  |
| Baloo                                | El libro de la selva                                | No              | No                  | Sí                  |
| Barbossa                             | Piratas del Caribe                                  | Sí              | Sí                  | Sí                  |
| Baymax                               | Big Hero 6                                          | No              | Sí                  | Sí                  |
| Black Panther                        | Capitán América: Civil War                          | No              | No                  | Sí                  |
| Black Suit Spider-Man                | Ultimate Spider-Man                                 | No              | Sí                  | Sí                  |
| Black Widow                          | The Avengers                                        | No              | Sí                  | Sí                  |
| Boba Fett                            | Star Wars                                           | No              | No                  | Sí                  |
| Buzz Lightyear                       | Toy Story                                           | Sí              | Sí                  | Sí                  |
| Capitán América                      | The Avengers                                        | No              | Sí                  | Sí                  |
| Capitán América - El Primer Vengador | Capitán América: Civil War                          | No              | No                  | Sí                  |
| Darth Maul                           | Star Wars                                           | No              | No                  | Sí                  |
| Darth Vader                          | Star Wars                                           | No              | No                  | Sí                  |
| Dash                                 | Los Increíbles                                      | Sí              | Sí                  | Sí                  |
| Davy Jones                           | Piratas del Caribe                                  | Sí              | Sí                  | Sí                  |
| Asco                                 | Inside Out                                          | No              | No                  | Sí                  |
| Pato Donald                          | Universo del Pato Donald                            | No              | Sí                  | Sí                  |
| Dory                                 | Buscando a Nemo                                     | No              | No                  | Sí                  |
| Drax el Destructor                   | Guardianes de la Galaxia                            | No              | Sí                  | Sí                  |
| Elsa                                 | Frozen                                              | Sí              | Sí                  | Sí                  |
| Ezra Bridger                         | Star Wars Rebels                                    | No              | No                  | Sí                  |
| Falcon                               | The Avengers                                        | No              | Sí                  | Sí                  |
| Miedo                                | Inside Out                                          | No              | No                  | Sí                  |
| Finn                                 | Star Wars: Episodio VII - El despertar de la Fuerza | No              | No                  | Sí                  |
| Francesco Bernoulli                  | Cars                                                | Sí              | Sí                  | Sí                  |
| Gamora                               | Guardianes de la Galaxia                            | No              | Sí                  | Sí                  |
| Duende Verde                         | Ultimate Spider-Man                                 | No              | Sí                  | Sí                  |
| Groot                                | Guardianes de la Galaxia                            | No              | Sí                  | Sí                  |
| Han Solo                             | Star Wars                                           | No              | No                  | Sí                  |
| Ojo de Halcón                        | The Avengers                                        | No              | Sí                  | Sí                  |
| Hiro Hamada                          | Big Hero 6                                          | No              | Sí                  | Sí                  |
| Holley Shiftwell                     | Cars                                                | Sí              | Sí                  | Sí                  |
| Hulk                                 | The Avengers                                        | No              | Sí                  | Sí                  |
| Hulkbuster Iron Man                  | Avengers: Age of Ultron                             | No              | No                  | Sí                  |
| Iron Fist                            | Ultimate Spider-Man                                 | No              | Sí                  | Sí                  |
| Iron Man                             | The Avengers                                        | No              | Sí                  | Sí                  |
| Jack Skeleton                        | The Nightmare Before Christmas                      | Sí              | Sí                  | Sí                  |
| Jack Sparrow                         | Piratas del Caribe                                  | Sí              | Sí                  | Sí                  |
| Jasmín                               | Aladdín                                             | No              | Sí                  | Sí                  |
| Jessie                               | Toy Story                                           | Sí              | Sí                  | Sí                  |
| Alegría                              | Inside Out                                          | No              | No                  | Sí                  |
| Judy Hopps                           | Zootopia                                            | No              | No                  | Sí                  |
| Kanan Jarrus                         | Star Wars Rebels                                    | No              | No                  | Sí                  |
| Kylo Ren                             | Star Wars: Episodio VII - El despertar de la Fuerza | No              | No                  | Sí                  |
| Leia Organa                          | Star Wars                                           | No              | No                  | Sí                  |
| Rayo McQueen                         | Cars                                                | Sí              | Sí                  | Sí                  |
| Loki                                 | The Avengers                                        | No              | Sí                  | Sí                  |
| Luke Skywalker                       | Star Wars                                           | No              | No                  | Sí                  |
| Sombrerero Loco                      | Alicia a través del espejo                          | No              | No                  | Sí                  |
| Maléfica                             | Maléfica                                            | No              | Sí                  | Sí                  |
| Mate                                 | Cars                                                | Sí              | Sí                  | Sí                  |
| Mérida                               | Brave                                               | No              | Sí                  | Sí                  |
| Mickey Mouse                         | Universo de Mickey Mouse                            | No              | No                  | Sí                  |
| Mike Wazowski                        | Monsters, Inc.                                      | Sí              | Sí                  | Sí                  |
| Minnie Mouse                         | Universo de Mickey Mouse                            | No              | No                  | Sí                  |
| Mr. Increíble                        | Los Increíbles                                      | Sí              | Sí                  | Sí                  |
| Elastigirl                           | Los Increíbles                                      | Sí              | Sí                  | Sí                  |
| Mulan                                | Mulan                                               | No              | No                  | Sí                  |
| Nemo                                 | Buscando a Nemo                                     | No              | No                  | Sí                  |
| Nick Furia                           | Ultimate Spider-Man                                 | No              | Sí                  | Sí                  |
| Nick Wilde                           | Zootopia                                            | No              | No                  | Sí                  |
| Nova                                 | Ultimate Spider-Man                                 | No              | Sí                  | Sí                  |
| Obi-Wan Kenobi                       | Star Wars: The Clone Wars                           | No              | No                  | Sí                  |
| Olaf                                 | Frozen                                              | No              | No                  | Sí                  |
| Phineas Flynn                        | Phineas and Ferb                                    | Sí              | Sí                  | Sí                  |
| Poe Dameron                          | Star Wars: The Force Awakens                        | No              | No                  | Sí                  |
| Quorra                               | Tron: Legacy                                        | No              | Sí                  | Sí                  |
| Randall Boggs                        | Monsters, Inc.                                      | Sí              | Sí                  | Sí                  |
| Rapunzel                             | Tangled                                             | Sí              | Sí                  | Sí                  |
| Rey                                  | Star Wars: The Force Awakens                        | No              | No                  | Sí                  |
| Rocket Raccoon                       | Guardians of the Galaxy                             | No              | Sí                  | Sí                  |
| Ronan the Accuser                    | Guardians of the Galaxy                             | No              | Sí                  | Sí                  |
| Sabine Wren                          | Star Wars Rebels                                    | No              | No                  | Sí                  |
| Sadness                              | Inside Out                                          | No              | No                  | Sí                  |
| Sam Flynn                            | Tron: Legacy                                        | No              | Sí                  | Sí                  |
| Sorcerer's Apprentice Mickey         | Fantasia                                            | Sí              | Sí                  | Sí                  |
| Spider-Man                           | Ultimate Spider-Man                                 | No              | Sí                  | Sí                  |
| Spot                                 | The Good Dinosaur                                   | No              | No                  | Sí                  |
| Star-Lord                            | Guardians of the Galaxy                             | No              | Sí                  | Sí                  |
| Stitch                               | Lilo & Stitch                                       | No              | Sí                  | Sí                  |
| Sulley                               | Monsters, Inc.                                      | Sí              | Sí                  | Sí                  |
| Syndrome                             | The Incredibles                                     | Sí              | Sí                  | Sí                  |
| The Lone Ranger                      | The Lone Ranger                                     | Sí              | Sí                  | Sí                  |
| Thor                                 | The Avengers                                        | No              | Sí                  | Sí                  |
| Time                                 | Alice Through the Looking Glass                     | No              | No                  | Sí                  |
| Tinker Bell                          | Peter Pan                                           | No              | Sí                  | Sí                  |
| Tonto                                | The Lone Ranger                                     | Sí              | Sí                  | Sí                  |
| Ultron                               | Avengers: Age of Ultron                             | No              | No                  | Sí                  |
| Vanellope von Schweetz               | Wreck-It Ralph                                      | Sí              | Sí                  | Sí                  |
| Venom                                | Ultimate Spider-Man                                 | No              | Sí                  | Sí                  |
| Violet                               | The Incredibles                                     | Sí              | Sí                  | Sí                  |
| Vision                               | Captain America: Civil War                          | No              | No                  | Sí                  |
| Woody                                | Toy Story                                           | Sí              | Sí                  | Sí                  |
| Wreck-It Ralph                       | Wreck-It Ralph                                      | Sí              | Sí                  | Sí                  |
| Yoda                                 | Star Wars: The Clone Wars                           | No              | No                  | Sí                  |
| Yondu                                | Guardians of the Galaxy                             | No              | Sí                  | Sí                  |
| Zeb Orrelios                         | Star Wars Rebels                                    | No              | No                  | Sí                  |

## Caja de juguetes de Disney
Tras la cancelación de la serie, se anunció que Disney lanzaría una serie de figuras de acción basadas en el estilo artístico utilizado en los juegos.
Hasta la fecha, se han lanzado o revelado los siguientes personajes:

### Star Wars
- Boba Fett
- C-3PO y R2-D2
- Chewbacca
- Darth Maul
- Darth Vader
- El Mandaloriano y el niño
- Han Solo
- Kylo Ren
- Kylo Ren (versión El ascenso de Skywalker)
- Luke Skywalker
- Poe Dameron y BB-8
- Princesa Leia
- Rey
- Rey (versión El ascenso de Skywalker)
- Soldado Sith
- Stormtrooper de primer orden
- Yoda (Maestro Jedi y Espíritu de la Fuerza)

#### Juegos de juego
- Han Solo y Chewbacca con Halcón Milenario
- Kylo Ren con Caza TIE
- Piloto de caza TIE con caza TIE

- Rey, BB-8 y D-O con Halcón Milenario

### Marvel
- Ant-Man
- Avispa
- Capitán América
- Capitana Marvel y Goose
- Doctor Strange
- Gray Hulk
- Hulk
- Hulk venenoso (versión de Spider-Man: Maximum Venom)
- Iron Man
- Iron Man (versión de Capitán América: Civil War)
- Pantera Negra
- Rocket Raccoon y Baby Groot
- Spider-Man
- Spider-Man (Miles Morales)
- Spider-Man (versión de Spider-Man: lejos de casa)
- Spider-Man venenoso (versión de Spider-Man: Maximum Venom)
- Spider-Woman
- Star-Lord
- Thanos
- Thor
- Venom
- Viuda Negra
- Wolverine

#### Juegos de juego
- Hulkbuster y Hulk
- Iron Man y el Hall of Armor
- Spider-Man con Spider-Mobile
- Spider-Man, Spider-Ham y Spider-Cycle
- Spider-Man, Spider-Man (Miles Morales), Spider-Gwen, Venom, Spider-Ham y Spider-Hulk
- Thor, Máquina de Guerra, Ojo de Halcón, Black Widow (versión de Avengers: Infinity War), Doctor Strange astral y Hulk
- Traje de sigilo Capitán América y Soldado de Invierno con motocicleta Vengadores

### Pixar
- Bo Peep (Toy Story 4)
- Bullseye y Alien (Toy Story 4)
- Buzz Lightyear (con bláster) (Toy Story 4)
- Buzz Lightyear (Toy Story)
- Dash, Jack-Jack (metal) y Edna Moda (Los Increíbles)
- Elastigirl y Jack-Jack (normal) (Los Increíbles)
- Frozone (Los Increíbles)
- Jessie (Toy Story)
- Jessie y Slinky Dog (Toy Story 4)
- Mike Wazowski y Randall
- Mr.Increíble y Jack-Jack (fuego) (Los Increíbles)
- Sulley y Boo
- Violet y Jack-Jack (monstruo) (Los Increíbles)
- Woody (Toy Story)
- Woody y Forky (Toy Story 4)
- Syndrome
- Merida

### Disney
- Aladdin y Abu
- Baymax
- Capitán Garfio
- Genio
- Goofy y el pato Donald
- Hiro Hamada
- Jack Skellington y Zero
- Maui
- Mickey Mouse y Pluto
- Minnie Mouse y Figaro
- Moana
- Peter Pan
- Ralph
- Stitch
- Vanellope Von Schweetz